# غوران إنكلمان
غوران إنكلمان (بالفنلندية: Göran Enckelman)‏ هو مدرب كرة قدم ولاعب كرة قدم فنلندي في مركز حراسة المرمى، ولد في 14 يونيو 1948 في لاهتي في فنلندا. شارك مع منتخب فنلندا لكرة القدم. أما مع النوادي، فقد لعب مع كووبيون بالوسيورا ونادي توركو وهكا.

## وصلات خارجية
- غوران إنكلمان على موقع قاعدة بيانات كرة القدم.إي يو (الإنجليزية)
- غوران إنكلمان على موقع ناشيونال فوتبول تيمز (الإنجليزية)
- غوران إنكلمان على موقع عالم كرة القدم.نت (الإنجليزية)